# Jean Dufay
Jean Claude Barthélemy Dufay (Blois, 18 luglio 1896 – Chaponost, 6 novembre 1967) è stato un astronomo e astrofisico francese.

## Biografia
Prese parte alla prima guerra mondiale durante la quale fu ferito. Dopo la guerra riprese gli studi laureandosi e divenendo docente di matematica in diversi Licei. Iniziò a studiare la luminescenza del cielo notturno e la costituzione dell'alta atmosfera, preparando la tesi di dottorato, che acquisì nel 1928, su ispirazione di  Charles Fabry e avendo come referente Jean Cabannes Nel 1929 diventò assistente astronomo presso l’Osservatorio di Lione del quale fu direttore dal 1933  fino alla data del suo pensionamento nel 1966. Nel 1936 fu nominato direttore del nuovo Osservatorio dell'Alta Provenza rimanendovi in carica fino al 1965.

## Contributi scientifici
Si interessò  a studi sulla corona solare di cui studiò la polarizzazione in diversi domini dello spettro elettromagnetico. Si occupò di spettroscopia e spettrofotometria stellare studiando, in particolare  nel 1934, lo spettro di Nova Herculis e della sua evoluzione successiva alla esplosione  nonché quelli di altre novae e supernovae.  Si occupò anche di spazio interstellare studiandone l'assorbimento. I suoi studi della regione centrale della Via Lattea con osservazioni a lunghezze nell'infrarosso potrtarono a riconoscere una zona ricca di stelle in formazione.

## Onorificenze
- Membro dell'Accademia francese delle scienze
- Ufficiale della Legion d'Onore
- Vincitore dei premi Camille Flammarion (1932), D.Klumpke-I Roberts (1958) e Janssen (1963) della Société Astronomique de France
- Membro di diverse commissioni della Unione Astronomica Internazionale

A Jean Claude Barthélemy Dufay la UAI ha intitolato il cratere lunare Dufay.